# Oncholaimus appendiculatus
Oncholaimus appendiculatus is een rondwormensoort uit de familie van de Oncholaimidae. De wetenschappelijke naam van de soort is voor het eerst geldig gepubliceerd in 1930 door Cobb.